# 1960 Гізан
1960 Ґізан або 1960 Гізан (1960 Guisan) — астероїд головного поясу, відкритий 25 жовтня 1973 року.
Тіссеранів параметр щодо Юпітера — 3,428.